# Saad Zaghloul
Saad Zaghloul (arabe : سعد زغلول), né probablement en juillet 1858 et mort le 23 août 1927 au Caire, est un Pacha et homme politique égyptien.
Après avoir dirigé le parti Wafd, il est premier ministre du pays le 26 janvier 1924 jusqu'au 24 novembre 1924. Il est le grand frère de l'avocat Ahmed Fathi Zaghloul et a lutté avec lui pour l'indépendance de l'Égypte.

## Biographie

### Sa vie
Il est né à Gharbiyyah dans le delta du Nil. Son père meurt alors qu'il n'a que cinq ans. Issu d'une famille de fellahs, il entame des études universitaires à Al-Azhar en 1871. Il exerce les métiers de fonctionnaire, d'avocat, et de magistrat avant d'être nommé ministre de l'instruction publique en 1906 où il encourage l'utilisation de la langue arabe dans l'enseignement.
Il fut nommé ministre de la Justice en 1912; les gens de robe refusaient de l'admettre comme ministre parce qu'il n'était qu'un simple "effendi" issu de la classe moyenne et non un pacha ou un bey de l'aristocratie turque ou tcherkesse comme tous les autres ministres du cabinet égyptien de l'époque.
Il démissionne en 1913, se présente aux élections législatives et devient vice-président de l’Assemblée élue.
Il s'est marié à Safia Moustafa Fahmi en 1896  connue sous le nom de Safia Zaghloul. Elle est la fille du premier ministre égyptien d'origine turque Moustafa Fahmi. Elle est surnommée la mère des Égyptiens car elle est mariée à une grande figure égyptienne.

### Son combat contre l'occupation
Il devient le leader des nationalistes égyptiens demandant l'indépendance de l'Égypte dès 1918.
Les Britanniques ont tenté d'affaiblir la cause nationaliste égyptienne en arrêtant Saad Zaghloul, mais cette arrestation a causé des violences et des émeutes en Égypte.
Le 9 mars 1919, ce que beaucoup d'Égyptiens appellent la première révolution a éclaté en Égypte. Les protestations ont éclaté au Caire et se sont propagées dans tout le pays. Les Égyptiens se sont encore plus révoltés après l'expulsion de Zaghloul et de trois autres dirigeants du Wafd vers l'île de Malte. Le bilan des trois semaines d'émeutes est de plus de 800 Égyptiens tués. Les Britanniques décident de libérer Zaghloul le 7 avril. Le 11 avril, le Wafd participe à la conférence de paix de Paris pour demander l'indépendance de l'Égypte. Les membres du parti ont été déçus par les États-Unis qui ont soutenu l'idée de protectorat britannique du Royaume-Uni.Saad Zaghloul rencontre à nouveau les Britanniques à Londres, mais les négociations se soldent par un échec, des émeutes éclatent une nouvelle fois en Égypte et feront plus d'une centaine de morts.
En 1921 il est de nouveau arrêté par les Britanniques, et est déporté à Aden, puis aux Seychelles.
En 1922, après une forte pression populaire les Britanniques acceptent de mettre fin au protectorat, mais c'est une décision symbolique puisqu'ils gardent le contrôle du ministère des affaires étrangères et de la défense.
En 1923 il est de nouveau déporté à Gibraltar et il est rapidement libéré sous la pression populaire. Zaghloul participe aux élections de 1924 sous la bannière du Wafd, qu'il gagnera à une large majorité. Il devient premier ministre et démissionne la même année. Il devient président du parlement égyptien en 1926, un an avant sa mort. Personne en Égypte, hormis Nasser n'a été aussi populaire.  Ses funérailles rassemblent plusieurs centaines de milliers de personnes. Il devient après sa mort un symbole de la lutte contre la tyrannie. Une statue est érigée en son honneur à Alexandrie.

### Franc-maçonnerie
Membre de la franc-maçonnerie il fut initié en Égypte dans la loge créée par Jamaleddin Al Afghani, la loge nationale « Maafal al Wattani » affiliée au Grand Orient de France. Puis il rejoint la Grande Loge nationale d’Égypte et tient le poste en 1891 de grand expert.

## Décorations
- Grand-cordon de l'ordre de Mohamed Ali (Égypte)
- Grand-cordon de l'ordre d'Ismaïl (Égypte)